# Saint-Jean-des-Bois
Saint-Jean-des-Bois és un municipi delegat francès, situat al departament de l'Orne i a la regió de Normandia. L'any 2007 tenia 186 habitants.
Des de l'1 de gener de 2015, Saint-Jean-des-Bois es va fusionar amb sis municipis que conformen el municipi nou de Tinchebray-Bocage.

## Demografia

### Població
El 2007 la població de fet de Saint-Jean-des-Bois era de 186 persones. Hi havia 80 famílies de les quals 20 eren unipersonals (12 homes vivint sols i 8 dones vivint soles), 28 parelles sense fills, 24 parelles amb fills i 8 famílies monoparentals amb fills.
La població ha evolucionat segons el següent gràfic:
Habitants censats

### Habitatges
El 2007 hi havia 115 habitatges, 82 eren l'habitatge principal de la família, 25 eren segones residències i 8 estaven desocupats. Tots els 115 habitatges eren cases. Dels 82 habitatges principals, 63 estaven ocupats pels seus propietaris, 16 estaven llogats i ocupats pels llogaters i 2 estaven cedits a títol gratuït; 1 tenia una cambra, 8 en tenien dues, 13 en tenien tres, 15 en tenien quatre i 44 en tenien cinc o més. 58 habitatges disposaven pel capbaix d'una plaça de pàrquing. A 42 habitatges hi havia un automòbil i a 34 n'hi havia dos o més.

### Piràmide de població
La piràmide de població per edats i sexe el 2009 era:
| Homes | Edats   | Dones |
| ----- | ------- | ----- |
| 0     | 95 o +  | 0     |
| 4     | 90 a 94 | 0     |
| 0     | 85 a 89 | 4     |
| 0     | 80 a 84 | 0     |
| 4     | 75 a 79 | 4     |
| 20    | 70 a 74 | 8     |
| 0     | 65 a 69 | 4     |
| 8     | 60 a 64 | 4     |
| 4     | 55 a 59 | 0     |
| 4     | 50 a 54 | 0     |
| 8     | 45 a 49 | 12    |
| 8     | 40 a 44 | 12    |
| 12    | 35 a 39 | 0     |
| 8     | 30 a 34 | 4     |
| 0     | 25 a 29 | 12    |
| 4     | 20 a 24 | 0     |
| 0     | 15 a 19 | 8     |
| 8     | 10 a 14 | 4     |
| 4     | 5 a 9   | 0     |
| 8     | 0 a 4   | 0     |

## Economia
El 2007 la població en edat de treballar era de 116 persones, 77 eren actives i 39 eren inactives. De les 77 persones actives 69 estaven ocupades (40 homes i 29 dones) i 8 estaven aturades (2 homes i 6 dones). De les 39 persones inactives 22 estaven jubilades, 5 estaven estudiant i 12 estaven classificades com a «altres inactius».

### Ingressos
El 2009 a Saint-Jean-des-Bois hi havia 75 unitats fiscals que integraven 181 persones, la mediana anual d'ingressos fiscals per persona era de 15.066 €.

### Activitats econòmiques
Dels 4 establiments que hi havia el 2007, 1 era d'una empresa de construcció, 2 d'empreses de comerç i reparació d'automòbils i 1 d'una empresa d'hostatgeria i restauració.
L'únic servei als particulars que hi havia el 2009 era un restaurant.
L'any 2000 a Saint-Jean-des-Bois hi havia 26 explotacions agrícoles que ocupaven un total de 836 hectàrees.

## Poblacions més properes
El següent diagrama mostra les poblacions més properes.